# يوهانس هاينريش شولتس
يوهانس هاينريش شولتس (بالألمانية: Johannes Heinrich Schultz)‏ (وُلد 20 من حزيران 1884 في غوتنغن وتوفي في 19 أيلول 1970 (بعمر 86 سنة) في برلين، وهو طبيب نفسي ألماني، ومخترع تدريب التحفيز الذاتي. 

## سيرته
من 1902 إلى 1909، تابع يوهانس شولتز دراسة الطب في لوزان، وفروتسواف، وغوتنغن حيث إلتقى كارل ياسبرس. حصل على الدكتوراه في الطب من غوتنغن عام 1907. في سنين ال 1910 بدأ يدرس الـ(تنويم إيحائي) حيث إهتم خصوصاً بأعمال كوربينيان برودمان، وأوسكار ڤوجت. في عام 1911 إلتقى بـ(سيجموند فرويد). في عام 1913 دخل عيادة ينا المدارة من قبل أوتو بيزانجر. 
مارس مهنة طبيب عسكري في بروسيا الشرقية خلال الحرب العالمية الأولى حيث التقى بـ(كارل أبراهم). بدأ يعمل كطبيب نفسي عام 1919، وصار يدير مصحة علاجية نفسية في درسدن من عام 1920 إلى 1923 وهي مصحة كانت تعمل فيها فريدا فروم ريشمان.
في عام 1924 استقر شولتز في برلين التي عمل فيها كطبيب جملة عصبية ومعالج نفسي. 
في عام 1932 نشر كتابه الأكثر شهرة (تدريب التحفيز الذاتي)، التي نشر فيه طريقته تلك التي هي في حقيقة الأمر متأثرة جداً بتقنية التنويم الذاتي لأوسكار ڤوجت. 
من 1936 إلى 1945 عمل كمساعد مدير في معهد جورنج، المسمى أيضاً بالمعهد الألماني لبحوث علم النفس والعلاج النفسي. شارك بشكل نشط في إعدام المعوقين عقلياً (أكتيون تي 4) [1] . في المعهد سخر جهوده بشكل خاص لدراسة الـ(مثلية جنسية) لدى الرجال [2] . وعمل شولتز فرزاً بين المثليين الجنسيين بالوراثة، والمثليين الجنسيين القابلين للعلاج. في المعهد كان يقدم علاجاً لكي يشفي المثليين الجنسيين [3] ، وفي نفس الوقت كان يرأس لجنة تجبر «متهمين» باتصالات جنسية مع عاهرات على فحصهم لرؤية إن كانوا مصابين بالمثلية الجنسية. والذين يثبت إصابتهم بذلك يحولون إلى مخيمات العزل [4] [5] .قالب:Référence souhaitée

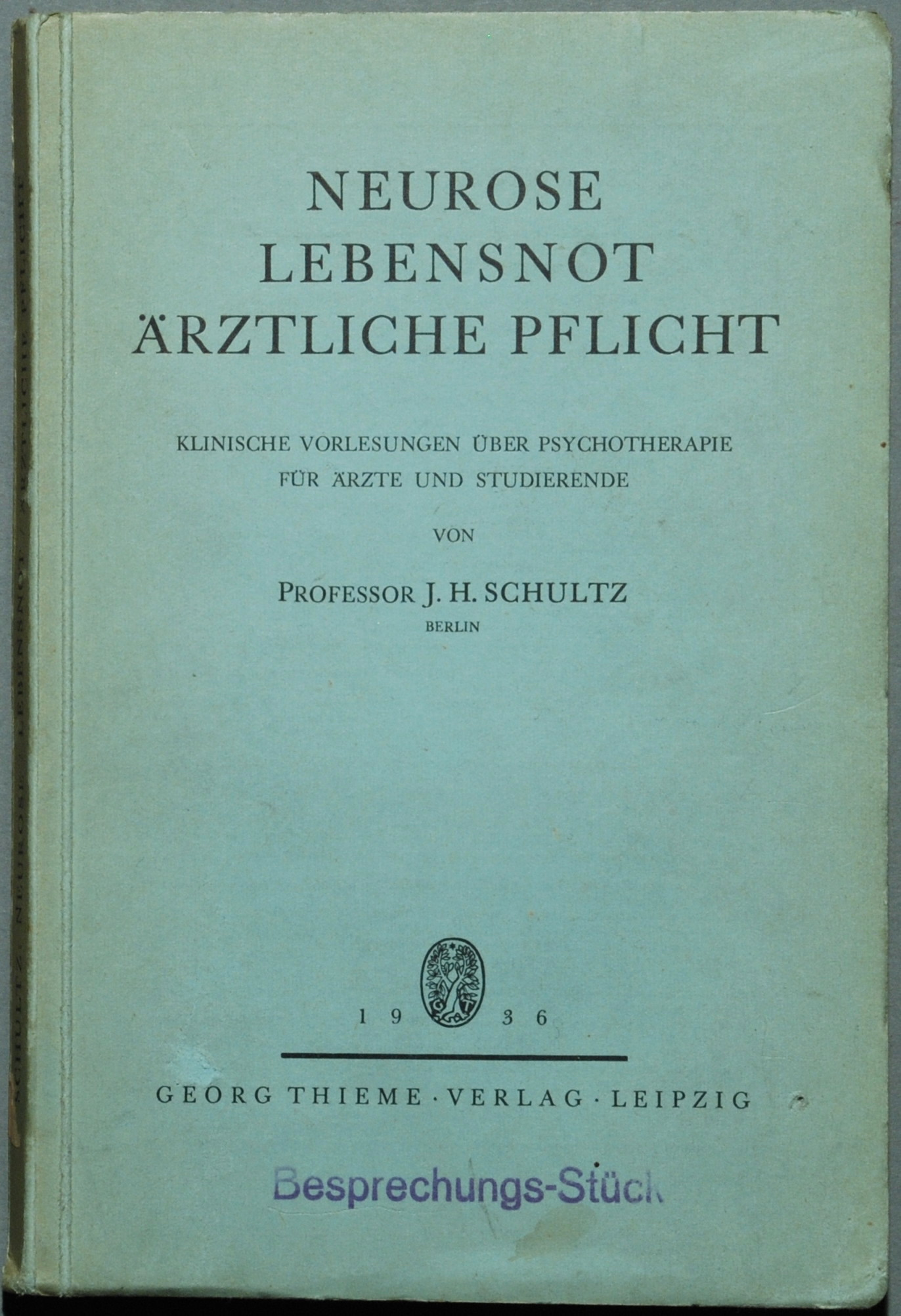
Neurose Lebensnot ärztliche Pflicht, 1936

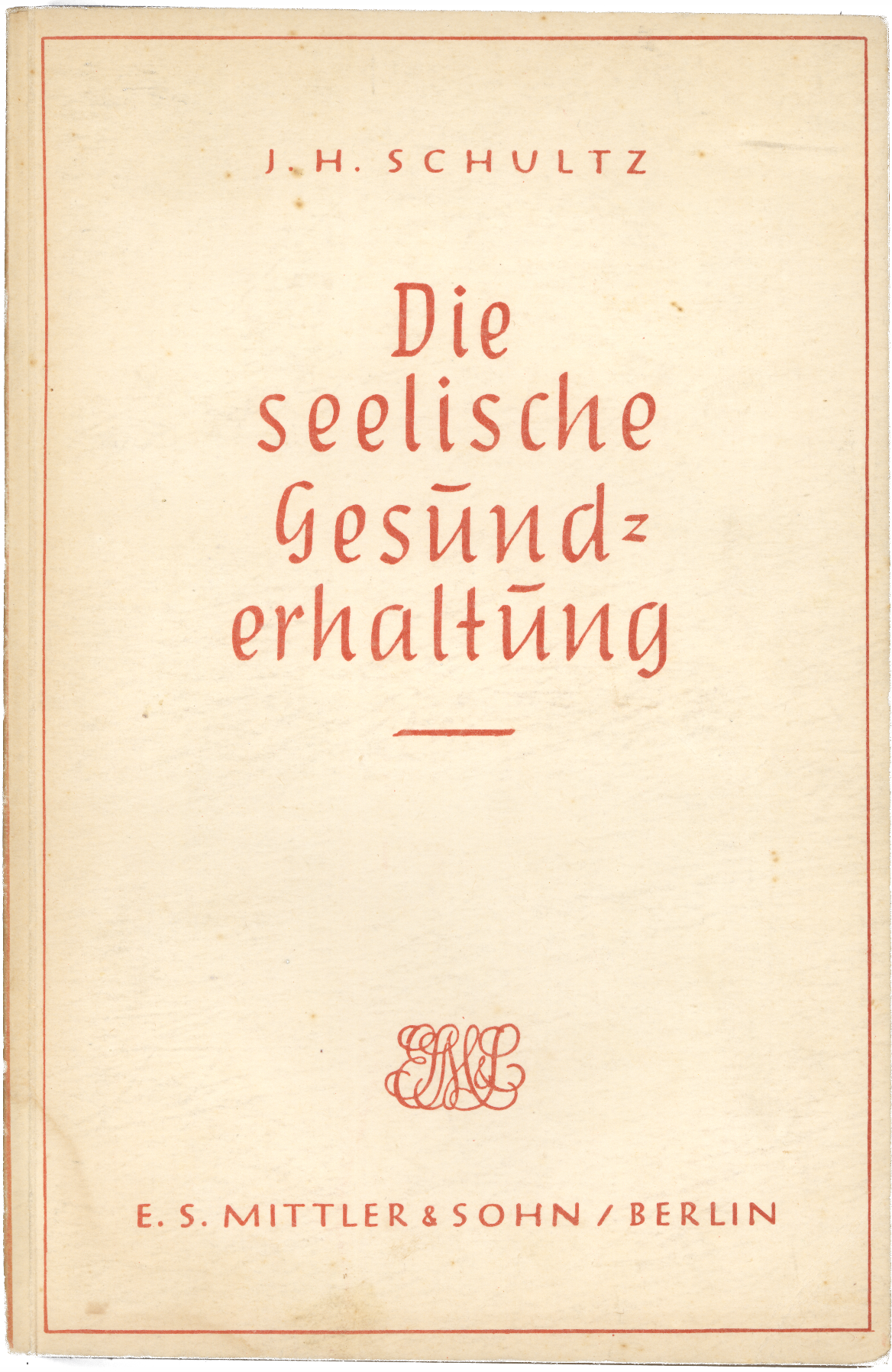
Die Seelische Gesunderhaltung, 1941

## روابط خارجية
- يوهانس هينريش شولتز على موقع مونزينجر (الألمانية)